# Los vídeos 1996-2007
Los Vídeos 1996-2007 es el primer DVD recopilatorio en toda la carrera en solitario de Enrique Bunbury desde que Héroes del Silencio se separara. En este DVD se incluyen, además de todos los vidoeclips que aparecían en la Edición Especial de su último álbum recopilatorio Canciones 1996-2006, los 3 videoclips extraídos del álbum que Enrique ha hecho recientemente junto a Nacho Vegas y la actuación que tuvo lugar el 29 de marzo de 2007 en la entrega de los Premios de la Música 2007. Un total de 28 clips y la entrevista realizada por Carlos Tena en La Habana.

## Lista de canciones[1]
Todas las canciones escritas y compuestas por Enrique Bunbury, excepto donde se indica. 
| N.º     | Título                                                            | Escritor(es)                                     | Álbum original                          | Duración |  |
| 1.      | «El club de los imposibles» (Directo Zaragoza)                    |                                                  | Flamingos                               | 5:37     |  |
| 2.      | «De mayor» (Videoclip)                                            | Enrique Bunbury Copi Corellano Ramón Gacías Royo | Pequeño                                 | 4:40     |  |
| 3.      | «El extranjero» (Directo Madrid)                                  | Bunbury Copi                                     | Pequeño                                 | 3:59     |  |
| 4.      | «Salomé» (Directo)                                                |                                                  | Radical Sonora                          | 5:24     |  |
| 5.      | «Que tengas suertecita» (Videoclip)                               |                                                  | El viaje a ninguna parte                | 4:21     |  |
| 6.      | «El viento a favor» (Videoclip)                                   |                                                  | Pequeño                                 | 4:20     |  |
| 7.      | «Los restos del naufragio» (Videoclip)                            |                                                  | El viaje a ninguna parte                | 3:20     |  |
| 8.      | «Alicia (expulsada al País de las Maravillas)» (Videoclip)        |                                                  | Radical Sonora                          | 3:42     |  |
| 9.      | «El rescate» (Videoclip)                                          |                                                  | El viaje a ninguna parte                | 4:20     |  |
| 10.     | «Lady Blue» (Videoclip)                                           |                                                  | Flamingos                               | 4:42     |  |
| 11.     | «San Cosme y San Damián» (Videoclip)                              | Bunbury Rafael Domínguez                         | Flamingos                               | 3:54     |  |
| 12.     | «Apuesta por el rocanrol» (Directo Zaragoza)                      |                                                  | Pequeño cabaret ambulante               | 4:24     |  |
| 13.     | «Sí» (Videoclip)                                                  | Adrià Puntí                                      | Flamingos                               | 3:30     |  |
| 14.     | «Infinito» (Directo Zaragoza)                                     |                                                  | Pequeño                                 | 5:19     |  |
| 15.     | «Enganchado a ti» (Directo Madrid)                                |                                                  | Flamingos                               | 6:15     |  |
| 16.     | «Anidando liendres» (Directo)                                     | Bunbury Copi                                     | El viaje a ninguna parte                | 3:44     |  |
| 17.     | «La señora hermafrodita» (Directo)                                |                                                  | El viaje a ninguna parte                | 4:13     |  |
| 18.     | «Aunque no sea conmigo» (Directo Madrid)                          | Chago Díaz                                       | Que te vaya bonito. Un tributo a Mexico | 3:46     |  |
| 19.     | «Sácame de aquí» (Videoclip)                                      |                                                  | Flamingos                               | 4:28     |  |
| 20.     | «...Y al final» (Directo Madrid)                                  |                                                  | Flamingos                               | 4:47     |  |
| 21.     | «Algo en común» (Directo Madrid)                                  | Bunbury Copi                                     | Pequeño                                 | 3:45     |  |
| 22.     | «Canto (el mismo dolor)» (Videoclip)                              |                                                  | El viaje a ninguna parte                | 4:18     |  |
| 23.     | «Una canción triste» (Videoclip; Parte de Bunbury en La Habana)   |                                                  | El viaje a ninguna parte                | 2:55     |  |
| 24.     | «Welcome to El Callejón Sin Salida» (Videoclip)                   |                                                  | El tiempo de las cerezas                | 3:47     |  |
| 25.     | «Puta desagradecida» (Videoclip)                                  |                                                  | El tiempo de las cerezas                | 4:21     |  |
| 26.     | «No fue bueno, pero fue lo mejor» (Videoclip)                     |                                                  | El tiempo de las cerezas                | 3:55     |  |
| 27.     | «Canto» (Live; Versión en televisión de "Canto (el mismo dolor)") |                                                  | El viaje a ninguna parte                | 3:27     |  |
| 1:55:13 |                                                                   |                                                  |                                         |          |  |